# 1832
Évszázadok: 18. század – 19. század – 20. század
Évtizedek: 1780-as évek – 1790-es évek – 1800-as évek – 1810-es évek – 1820-as évek – 1830-as évek – 1840-es évek – 1850-es évek – 1860-as évek – 1870-es évek – 1880-as évek
Évek: 1827 – 1828 – 1829 – 1830 –  1831 – 1832 – 1833 – 1834 – 1835 – 1836 – 1837

## Események

### Határozott dátumú események
- április 18. Széchenyi István Magyar Játékszínrül című munkája megjelenik Pesten.[1]
- május 27. Dél-német demokrata gyűlés, Németország egyesítését és demokratizálását követeli.[2]
- június 5. Köztársaságpárti felkelés tör ki Párizsban
- június 4. Angliában törvénybe iktatják a választójogi törvény reformját.[3]
- augusztus 15. – XVI. Gergely pápa kiadja a Mirari vos kezdetű, híres enciklikáját melyben elítéli a katolikus liberalizmust. (Elfogadhatatlannak minősítette a teljes lelkiismereti és véleményszabadságot, az állam és az egyház szétválasztásának gondolatát, továbbá az olasz nemzeti törekvéseket.)[4]

### Határozatlan dátumú események
- az év folyamán –
  - Széchenyi István szervezőmunkájának eredményeként megalakul a Hídegylet.[5]
  - Párizsban megjelenik Adam Mickiewicz Księgi narodu polskiego i pielgrzymstwa polskiego [A lengyel nemzet és a lengyel zarándokság könyvei ] című prózai műve, amelyben bibliai nyelven dicsőíti Lengyelország múltját és jövőjét, s amelyet a nagy emigráció programjának szánt.[6]

## Az év témái

### 1832 az irodalomban
- A Magyar Tudományos Akadémia kiadja a Magyar helyesirás’ és szóragasztás’ főbb szabályai-t.

### 1832 a tudományban
- Bolyai Farkas: Tentamen c. matematikai műve.
- Samuel Morse kidolgozza a Morse-ábécét, kísérletek kezdete az első jelrögzítő távíróval.
- Carl Friedrich Gauss és Wilhelm Weber a göttingeni egyetemen elektromágneses tűvel rajzoló távírót szerkeszt, (1838-ig használják tudományos eredmények továbbítására 1 km távolságba).

## Születések
- január 23. – Édouard Manet francia festő († 1883)
- január 27. – Lewis Carroll, polgári nevén: Charles Lutwidge Dodgson angol író, matematikus († 1898)
- március 19. – Vámbéry Ármin nyelvtudós, utazó, a Magyar Földrajzi Társaság egyik alapítója († 1913)
- március 22. – Szarvas Gábor nyelvész, a magyar nyelvművelés megteremtője († 1895)
- április 19. – José Echegaray y Eizaguirre spanyol drámaíró, politikus († 1916)
- május 28. – Dárdasy Gusztáv ferences rendi szerzetes, költő († 1873)
- június 8. – Balogh Gyula költő († 1855)
- július 6. – I. Miksa mexikói császár († 1867)
- augusztus 6. – Dunkl Nepomuk János osztrák származású magyar zongoraművész, zeneműkiadó († 1910)
- szeptember 1. – Veress Ferenc feltaláló, fényképész († 1916)
- szeptember 12. – Tisza Lajos, politikus, miniszter († 1898)
- október 2. – Edward Burnett Tylor, antropológus († 1917)
- november 29. – Louisa May Alcott, amerikai írónő († 1888)
- december 8. – Bjørnstjerne Bjørnson norvég író, költő, újságíró († 1910)
- december 15. – Gustave Eiffel, francia építészmérnök és gyáriparos († 1923)

## Halálozások
- február 2. – Ignacio López Rayón, mexikói függetlenségi harcos, a zitácuarói junta összehívója és elnöke (* 1773)
- február 22. – Pethe Ferenc, újságíró, gazdasági szakíró (* 1762)
- március 13. – Aleksander Orłowski, lengyel rajzoló, grafikus és festő (* 1777)
- március 22. – Johann Wolfgang von Goethe, német író, költő (* 1749)
- április 23. – Alexandre Henri Gabriel de Cassini francia botanikus (* 1781)
- május 13. – Georges Cuvier, francia zoológus, geológus, az összehasonlító anatómia megalapítója, az őslénytan úttörője (* 1769)
- május 31. – Évariste Galois, francia matematikus, a Galois-elmélet megalkotója (* 1811)
- június 6. – Jeremy Bentham, angol jogtudós, filozófus (* 1748)
- július 22. – II. Napóleon, francia császár, római király, reichstadti herceg (* 1811)
- augusztus 23. – Simonyi József, ismertebb nevén Simonyi óbester, legendás hírű huszártiszt, kortársai „a legvitézebb huszár” kitüntető címmel illették (* 1770)
- szeptember 2. – Zách János Ferenc magyarországi születésű, osztrák csillagász és geodéta (* 1754)
- szeptember 13. – Farkas András, költő (* 1770)
- szeptember 21. – Walter Scott, skót költő, író (* 1771)
- november 15. – Jean-Baptiste Say, francia közgazdász, üzletember és újságíró, a klasszikus közgazdaságtan képviselője (* 1767)